# Нойский период

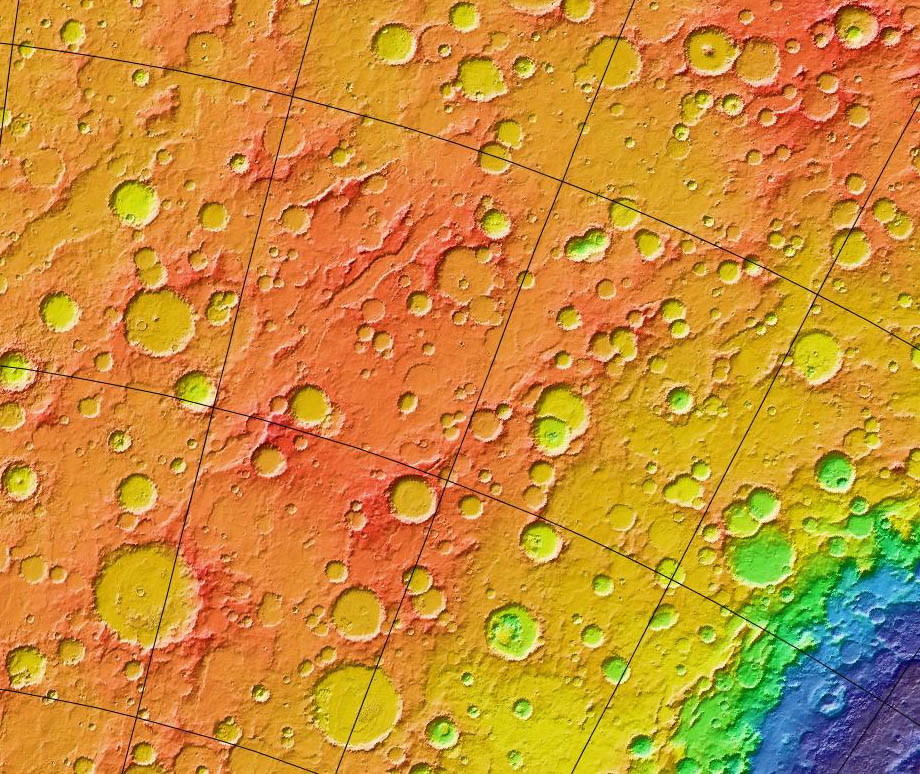
Карта рельефа земли Ноя — типичного образования времен нойского периода, полученная с помощью высотомера MOLA. Обратите внимание на внешнее сходство с лунными высокогорьями. Цвета обозначают высоту: красный — самые высокие точки, сине-фиолетовый — самые низкие. Синий участок в правом нижнем углу — северо-западная часть гигантской равнины Эллада.

Нойский период (англ. Noahian, от имени Ноя (Noah); транслитерация «ноахийский» — неверно) — ранний период геологический истории Марса, характеризующийся интенсивной метеоритно-астероидной бомбардировкой и обилием поверхностных вод. Абсолютный геологический возраст периода точно не определён, но, вероятно, он соответствует донектарскому — раннеимбрийскому периодам геологической истории Луны, от 4,18—4,08 до 3,74—3,5 млрд лет назад, в интервал времени, называемый поздней тяжелой бомбардировкой. Огромные кратеры на Луне и Марсе сформировались именно в этот период. По времени нойский период приблизительно совпадает с земными катархейским и ранним архейским эонами, в которые на Земле, вероятно, появились первые формы жизни.
Ландшафты, сформировавшиеся в нойский период, — основные цели посадочных аппаратов, предназначенных для поиска ископаемых остатков гипотетической марсианской жизни. В нойский период атмосфера Марса была плотнее, чем сейчас. Климат, вероятно, был достаточно теплым для выпадения осадков в виде дождя. Южное полушарие было покрыто огромными реками и озёрами,, а низко лежащие равнины северного полушария могли быть дном океана. Множественные извержения вулканов, происходившие в регионе Тарсис, создали много вулканических образований на поверхности и выбросили в атмосферу большое количество газов. Выветривание поверхностных пород привело к образованию разнообразных глинистых минералов (филлосиликатов), формирующихся в химических условиях, способствующих образованию микробной жизни.

## Хронология и стратиграфия

### Описание и происхождение названия
Название периода связано с землёй Ноя — древним усыпанным кратерами нагорьем к западу от равнины Эллада. Поверхности, относящиеся к нойскому периоду, очень холмистые и складчатые в большом масштабе (>100 метров), и внешне напоминают лунные материки. В земле Ноя расположено множество перекрывающихся в несколько слоёв старых кратеров. Плотность крупных ударных кратеров здесь очень высока — порядка 400 кратеров диаметром >8 км на миллион км2. Образования времен нойского периода занимают приблизительно 40 % всей марсианской поверхности; они встречаются в основном в южных нагорьях планеты, но также представлены и большими территориями на севере — такими, как земля Темпе и земля Ксанфа.

### Временные границы и эпохи
Во многих частях планеты верхнюю часть образований нойского периода перекрывают равнины с меньшим количеством кратеров, заполненных траппами. Они напоминают лунные моря. Эти равнины появились в гесперийский период. Нижняя стратиграфическая граница нойского периода формально не определена. Изначально период был предложен для охвата всех геологических образований на Марсе с момента образования коры 4500 миллионов лет назад. Однако работы Герберта Фрея в NASA, с использованием данных, полученных высотомером MOLA, показали, что на южных нагорьях Марса скрывается много разрушенных ударных бассейнов, возраст которых больше, чем видимые поверхности нойского периода, в том числе и равнины Эллада. Он предложил определить начало нойского периода появлением равнины Эллада. Если Фрей прав, то большое число коренных пород в марсианских нагорьях относятся к пренойскому периоду, и их возраст превышает 4100 миллионов лет.
Нойская геологическая система подразделяется на три хроностратиграфических отдела: нижненойский, средненойский и верхненойский. Отделы были определены по референтам (участкам планеты, обладающим отличительными признаками определенного геологического эпизода, — например, имеющим одинаковый возраст кратеров или стратиграфическую позицию). Так, референтом верхненойского отдела является ровная, лежащая между кратерами, территория к востоку от равнины Аргир. Более старые слои, лежащие под данной равниной, обладают более неровным ландшафтом и покрыты кратерами и принадлежат к средненойскому отделу. Геологические эпохи, соответствующие вышеперечисленным стратиграфическим отделам, соответственно называются ранней нойской, средней нойской и поздней нойской эпохой. Следует отметить, что эпоха является частью геологического периода — два этих термина не являются синонимами в формальной стратиграфии.
Для описания марсианской геологической истории была использована разработанная применительно к Земле стратиграфическая терминология. Но сейчас становится очевидным, что она обладает множеством недочетов. Она будет дополнена или полностью переписана, как только появятся новые, более полные данные (в качестве примера такой альтернативы можно привести шкалу истории минералов, приведенную ниже). Несомненно необходимым для более полного понимания марсианской истории и хронологии является получение радиометрических возрастов и образцов поверхностных образований.

## Марс в нойский период

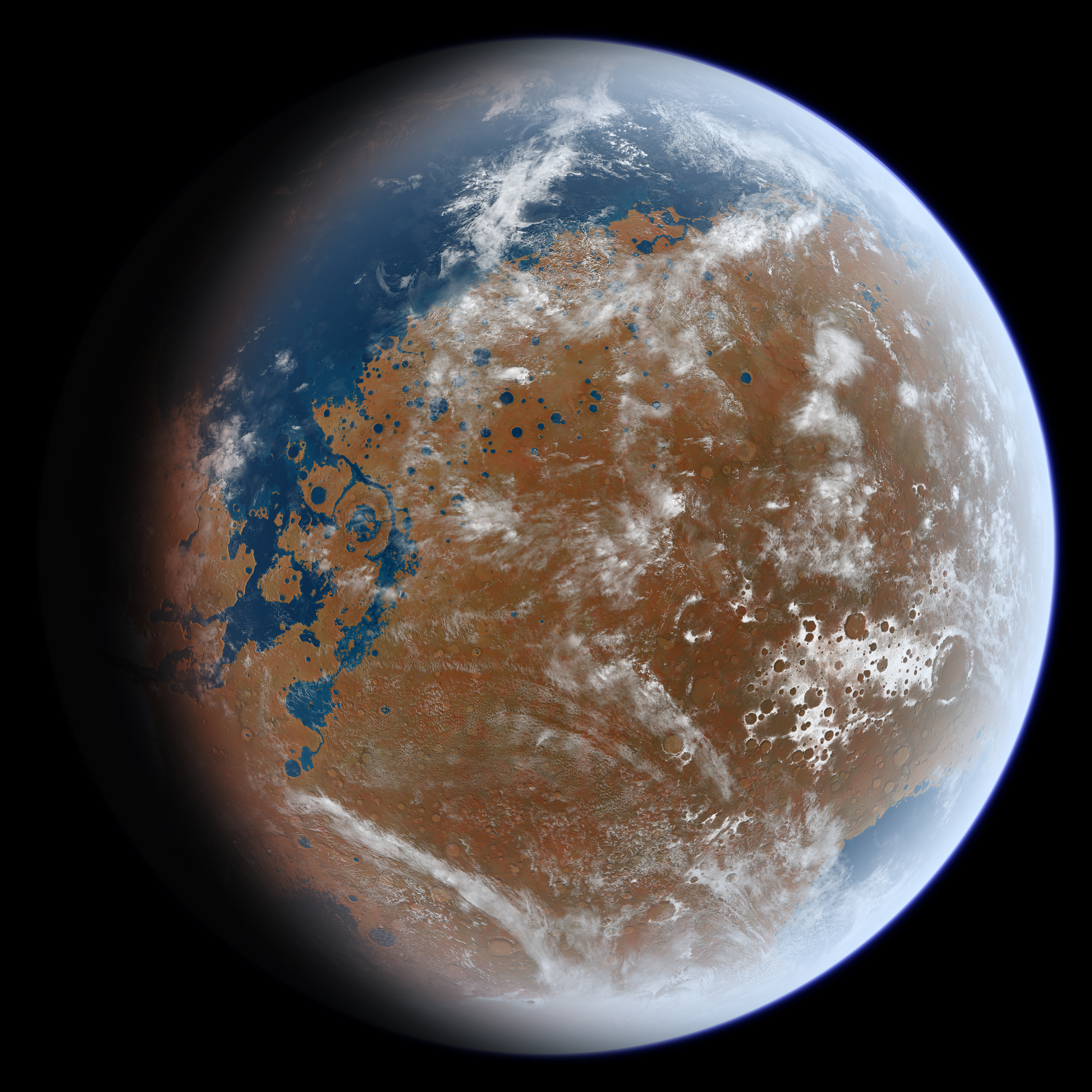
Художественное видение влажного климата на Марсе. На изображении присутствуют признаки позднего гесперийского периода (каналы), то есть изображение не является точным. Тем не менее, в остальном вид планеты из космоса мог быть похожим. В частности, следует обратить внимание на наличие гигантского океана в северном полушарии (верхний левый угол) и моря на равнине Эллада (нижний правый угол).

В отличие от более поздних периодов, нойский период отличается высокой частотой импактных событий, высоким уровнем эрозии, формирования долин, вулканической активности и выветривания поверхностных пород, с обильным образованием филлосиликатов (глинистых минералов). Эти процессы повлияли на появление влажного и (как минимум в определенные периоды времени) теплого климата на планете.

### Образование ударных кратеров
Судя по кратерам на поверхности Луны, 4 млрд лет тому назад образование ударных кратеров на твердых телах внутренней Солнечной системы шло в 500 раз интенсивнее, чем сейчас. На Марсе в нойский период кратеры диаметром около 100 км возникали примерно раз в миллион лет, частота же возникновения меньших кратеров экспоненциально выше. При таком высоком уровне импактной активности в коре должны были появиться разломы глубиной до нескольких километров, кроме того, толстый слой вулканических выбросов должен был покрыть поверхность планеты. Сильные удары небесных тел должны были оказать сильное влияние на климат, поскольку столкновения с небесными телами приводили к выбросам большого количества горячего пепла, который нагревал атмосферу и поверхность до высоких температур. Высокая частота импактных событий, вероятно, сыграла существенную роль в исчезновении ранней атмосферы Марса путём импактной эрозии.

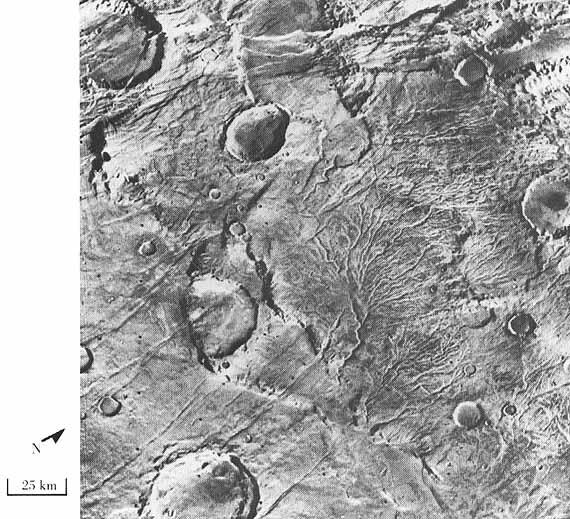
Разветвленная сеть долин Варрего, снятая орбитальным аппаратом «Викинг». Сети долин, подобных этой, являются основным доказательством поверхностного дренажа поверхности раннего Марса.

Как и на Луне, частые удары небесных тел образовали зоны пролома коренных пород и брекчии в верхней коре, называемые мегареголитами. Высокая пористость и проницаемость горной породы мегареголитов привела к глубокому проникновению подземных вод. Тепло, созданное ударами небесных тел, в совокупности с наличием подземных вод привело к созданию гидротермальных систем, которые могли быть использованы термофильными микроорганизмами, если таковые существовали на Марсе. Компьютерное моделирование распространения тепла и жидкости в коре древнего Марса показало, что жизненный цикл геотермальных систем мог длиться от сотен тысяч до миллионов лет с момента импактного события.

### Эрозия и сети долин
Большинство кратеров нойского периода сильно разрушены — их кромки эродированы, а сами они заполнены осадочными породами. Такое состояние кратеров нойской эры, в сравнении с расположенными вблизи кратерами гесперийского периода, чей возраст больше всего лишь на несколько миллионов лет, говорит о том, что уровень эрозии в нойском периоде был существенно выше (в 1000 — 100000 раз), чем в последующие периоды. Наличие частично эродированной поверхности в южных нагорьях показывает, что в нойский период было эродировано до 1 км поверхностных образований. Такой высокий уровень эрозии (тем не менее, во много раз меньший, чем на Земле) предполагает гораздо более теплые условия окружающей среды, чем сейчас.
Причиной высокого уровня эрозии в нойском периоде могли служить атмосферные осадки и поверхностный дренаж. Множество (но не все) территорий Марса, принадлежащих нойскому периоду, покрыто сетями долин. Сети долин — это разветвленные системы долин, напоминающие бассейны водоёмов. И хотя причина их появления (дождевая эрозия, размытие грунтовыми водами или таяние снега) до сих пор обсуждается, в другие периоды марсианской геологической истории такие сети долин редки, что говорит об уникальных климатических условиях нойского периода.
В южных нагорьях были определены как минимум две фазы образования сетей долин. Долины, сформированные в период ранней и средней нойских эпох, демонстрируют частую, хорошо развитую сеть притоков. Подобные речные системы формируются дождевыми водами в пустынных районах Земли.